# Alain Guettache
 (septembre 2022).
Si vous disposez d'ouvrages ou d'articles de référence ou si vous connaissez des sites web de qualité traitant du thème abordé ici, merci de compléter l'article en donnant les références utiles à sa vérifiabilité et en les liant à la section « Notes et références ».
Pas d'image ? Cliquez ici

a Compétitions nationales et continentales officielles uniquement.

Dernière mise à jour le 7 septembre 2022.
Alain Guettache, né le 19 mai 1968 à Fumel, est un ancien joueur français de rugby à XV évoluant au poste de demi d'ouverture (1,75 m pour 76 kg).

## Carrière de joueur
Alain Guettache est finaliste du Championnat de France en 1996 avec le CA Brive.

### En club
- 1980-1988 : Union Sportive Fumel Libos
- 1988-1990 : SU Agen
- 1991-1996 : CA Brive
- ????-???? : SC Tulle

## Palmarès

### En club
Avec le CA Brive
- Championnat de France de première division
  - Vice-champion (1) : 1996